# Ganhe (köpinghuvudort i Kina, Shaanxi, lat 34,16, long 108,51)
Ganhe (kinesiska: 甘河, 甘河镇) är en köpinghuvudort i Kina. Den ligger i provinsen Shaanxi, i den nordvästra delen av landet, omkring 37 kilometer väster om provinshuvudstaden Xi'an. Antalet invånare är 27 354. Befolkningen består av 13 189 kvinnor och 14 165 män. Barn under 15 år utgör 13,0 %, vuxna 15-64 år 77 %, och äldre över 65 år 8,0 %.
Runt Ganhe är det tätbefolkat, med 442 invånare per kvadratkilometer. Närmaste större samhälle är Yuxia, 15,0 km sydost om Ganhe. Trakten runt Ganhe består till största delen av jordbruksmark.
Genomsnittlig årsnederbörd är 669 millimeter. Den regnigaste månaden är september, med i genomsnitt 149 mm nederbörd, och den torraste är december, med 1 mm nederbörd.